# Domenico Pozzovivo
Domenico Pozzovivo (Policoro, 30 november 1982) is een Italiaans voormalig wielrenner. Hij staat bekend als een zeer goede klimmer en keurig ronderenner. Dat bewees hij in 2008 toen hij negende werd in de Ronde van Italië met een tweede plaats in de vijftiende etappe op de Passo Fedaia. Deze tweede plaats werd later omgezet in winst omdat de nummer één, Emanuele Sella, betrapt werd op dopinggebruik.

## Carrière
In 2009 boekte Pozzovivo zijn eerste profzege met een etappe in de Wielerweek van Lombardije. Zijn ploeg CSF was niet uitgenodigd voor de Giro van 2009. In 2010 werd zijn ploeg wel toegelaten en maakte hij deel uit van het team.
In de Ronde van Italië van 2015 kwam hij zwaar ten val. In 2020 moest Pozzovivo worden geopereerd aan zijn linkerelleboog.
Pozzovivo werd achtste in de Ronde van Italië van 2022. De op dat moment 39-jarige Italiaan was daarmee de oudste renner in de top tien sinds Giovanni Rossignoli in 1924.
Pozzovivo verliet de Ronde van Italië in 2023 na een positieve test op COVID-19.
Bij de aanvang van het seizoen 2024 had Pozzovivo nog geen contract getekend. Eind februari kwam daar verandering in toen hij terugkeerde op het oude nest: hij kreeg een contract voor een jaar bij VF Group-Bardiani CSF-Faizanè. Pozzovivo startte in 2024 voor de achttiende keer in de Ronde van Italië en evenaarde daarmee het record aantal deelnames van zijn landgenoot Wladimiro Panizza.

## Belangrijkste overwinningen
2004
4e etappe Ronde van Friuli-Venezia Giulia
2009
5e etappe Wielerweek van Lombardije
2010
4e etappe Ronde van Trentino
2e en 4e etappe Brixia Tour
Eindklassement Brixia Tour
2011
4e etappe Brixia Tour
2012
3e etappe Ronde van Trentino
Eindklassement Ronde van Trentino
8e etappe Ronde van Italië
3e etappe Ronde van Slovenië
2015
3e etappe Ronde van Catalonië
3e etappe Ronde van Trentino
2017
6e etappe Ronde van Zwitserland
2018
Eindklassement Coppa Italia

## Resultaten in voornaamste wedstrijden
| Jaar | Ronde van Italië | Ronde van Frankrijk | Ronde van Spanje |
| ---- | ---------------- | ------------------- | ---------------- |
| 2005 | opgave           |                     |                  |
| 2006 |                  |                     |                  |
| 2007 | 17e              |                     |                  |
| 2008 | 9e               |                     |                  |
| 2010 | opgave           |                     |                  |
| 2011 | opgave           |                     |                  |
| 2012 | 8e (1)           |                     |                  |
| 2013 | 9e               |                     | 6e               |
| 2014 | 5e               |                     |                  |
| 2015 | opgave           |                     | 11e              |
| 2016 | 20e              | 33e                 |                  |
| 2017 | 6e               |                     | opgave           |
| 2018 | 5e               | 18e                 |                  |
| 2019 | 19e              |                     |                  |
| 2020 | 11e              | opgave              |                  |
| 2021 | opgave           |                     |                  |
| 2022 | 8e               |                     | opgave           |
| 2023 | opgave           |                     |                  |
| 2024 | 20e              |                     |                  |

| Jaar | Milaan-San Remo | Luik-Bast.‑Luik | Ronde van Lombardije | Eschborn-Frankfurt | Waalse Pijl |  | WK op de weg |  | Wereldranglijsten |
| ---- | --------------- | --------------- | -------------------- | ------------------ | ----------- |  | ------------ |  | ----------------- |
| 2005 | 163e            |                 | 50e                  |                    |             |  |              |  |                   |
| 2006 |                 |                 | 54e                  |                    |             |  |              |  |                   |
| 2007 |                 |                 | 30e                  |                    |             |  |              |  |                   |
| 2008 |                 |                 | 22e                  |                    |             |  |              |  |                   |
| 2010 | 73e             |                 | opgave               |                    |             |  |              |  | 113e (UWK)        |
| 2011 | 101e            |                 | 6e                   |                    |             |  |              |  |                   |
| 2012 |                 |                 | opgave               |                    |             |  |              |  |                   |
| 2013 |                 |                 | 15e                  | 7e                 |             |  |              |  | 34e (UWT)         |
| 2014 |                 | 5e              | 85e                  |                    |             |  |              |  | 27e (UWT)         |
| 2015 |                 | 8e              | 19e                  |                    |             |  |              |  | 18e (UWT)         |
| 2016 |                 | 63e             | 37e                  |                    |             |  |              |  | 107e (UWT)        |
| 2017 |                 | 12e             | 6e                   |                    |             |  |              |  | 24e (UWT)         |
| 2018 |                 | 5e              | 8e                   |                    |             |  | 21e          |  | 29e (UWT)         |
| 2019 |                 |                 |                      |                    | opgave      |  |              |  | 159e (UWR)        |
| 2020 |                 |                 |                      |                    |             |  |              |  |                   |
| 2021 |                 | 60e             | 30e                  |                    |             |  |              |  |                   |
| 2022 |                 | 26e             | opgave               |                    | 15e         |  |              |  |                   |
| 2023 |                 |                 |                      |                    |             |  |              |  |                   |
| 2024 |                 |                 | 38e                  |                    |             |  |              |  |                   |

## Ploegen
- 2005 –  Ceramica Panaria-Navigare
- 2006 –  Ceramica Panaria-Navigare
- 2007 –  Ceramica Panaria-Navigare
- 2008 –  CSF Group Navigare
- 2009 –  CSF Group-Navigare
- 2010 –  Colnago-CSF Inox
- 2011 –  Colnago-CSF Inox
- 2012 –  Colnago-CSF Inox
- 2013 –  AG2R La Mondiale
- 2014 –  AG2R La Mondiale
- 2015 –  AG2R La Mondiale
- 2016 –  AG2R La Mondiale
- 2017 –  AG2R La Mondiale
- 2018 –  Bahrain-Merida
- 2019 –  Bahrain-Merida
- 2020 –  NTT Pro Cycling
- 2021 –  Team Qhubeka-ASSOS
- 2022 –  Intermarché-Wanty-Gobert Matériaux (vanaf 14 februari)
- 2023 –  Israel-Premier Tech (vanaf 6 maart)
- 2024 –  VF Group-Bardiani CSF-Faizanè (vanaf 25 februari)

Appollonio ·
Bagdonas ·
Bardet ·
Belletti ·
Bérard ·
Betancur ·
Bonnafond ·
Bouet ·
Chainel ·
Cherel ·
Domont ·
Dumoulin ·
Dupont ·
Gadret ·
Gastauer ·
Georges (tot 31/05) ·
Hoetarovitsj ·
Houle ·
Iglinski ·
Kadri ·
Kern · 
Minard ·
Mondory ·
Montaguti ·
Nocentini ·
Péraud ·
Pozzovivo ·
Ravard ·
Riblon ·
Brun (stagiair) ·
Chavanne (stagiair) ·
Latour (stagiair)
Appollonio · Bagdonas · Bardet · Bérard · Betancur · Bonnafond · Bouet · Chainel · Cherel · Daniel · Domont · Dumoulin · Dupont · Gastauer · Gaudin · Gougeard · Gretsch · Houle · Hoetarovitsj · Kadri · Kern · Minard · Mondory · Montaguti ·  Nocentini · Péraud · Pozzovivo · Riblon · Turgot · Vuillermoz · Bidard (stagiair) · Denz (stagiair) · Raibaud (stagiair)
Bagdonas · Bakelants · Bardet · Bérard · Betancur · Bonnafond · Cherel · Daniel · Denz · Domont · Dumoulin · Dupont · Gastauer · Gaudin · Gougeard · Gretsch · Houle · Jauregui · Kadri · Latour · Minard · Mondory · Montaguti ·  Nocentini · Péraud · Pozzovivo · Riblon · Turgot · Vansummeren · Vuillermoz · Bidard (stagiair) · Campistrous (stagiair) · Pereira (stagiair)
Bagdonas · Bakelants · Bardet · Bérard · Bidard · Bonnafond · Cherel · Daniel · Denz · Domont · Dumoulin · Dupont · Gastauer · Gaudin · Gautier · Gougeard · Gretsch · Houle · Jauregui · Kadri · Latour · Minard · Montaguti · Péraud · Pozzovivo · Riblon · Sergent · Turgot · Vansummeren · Vuillermoz · Cosnefroy (stagiair) · Fabre (stagiair) · Rochas (stagiair)
Bagdonas · Bakelants · Barbier · Bardet · Bérard · Bidard · Cherel · Chevrier · Cosnefroy · Denz · Domont · Dumoulin · Dupont · Duval · Enger · Frank · Gastauer · Gautier · Geniez · Gougeard · Houle · Jauregui · Latour · Montaguti · Naesen · Peters · Pozzovivo · Riblon · Vandenbergh · Vuillermoz · Doléatto (stagiair) · Geniets (stagiair) · Russo (stagiair)
Agnoli · Arashiro · Boaro · Bole · Bonifazio · Božič · Colbrelli · Feng · García · Gasparotto · Haussler · G. Izagirre · J. Izagirre · Koren · Mohorič · Navardauskas · A. Nibali · V. Nibali · Novak · Padoen · Pellizotti · Per · Pernsteiner · Pibernik · Pozzovivo · Siwtsow · Visconti · Wang
Agnoli · Arashiro · Bauhaus · Bole · Caruso · Colbrelli · Dennis     · Feng · García · Garosio · Haussler · Koren · Mohorič · A. Nibali · V. Nibali · Novak · Padoen · Pernsteiner · Pibernik · Pozzovivo · Sieberg · Teuns · Tratnik · Wang · Williams
Barbero · Battistella · Boasson Hagen · Campenaerts · Carbel · De Bod · Dlamini · Dyball · Gasparotto · Gebreigzabhier · Gibbons · Gogl · Iribe · Janse van Rensburg · King · Kreuziger · Mäder · Meintjes · Nizzolo  · O'Connor · Pozzovivo · Sobrero · Stokbro · Sunderland · Thomson · Tiller · Valgren · Walscheid · Wyss
Armée · Aru · Barbero · Bennett · Brown · Campenaerts · Claeys · Clarke · Dlamini · Frankiny · Gogl · Hansen · Henao · Janse van Rensburg · Lindeman · Nizzolo  · Pelucchi · Power · Pozzovivo · Schmid · Stokbro · Sunderland · Tanfield · Vacek · Vinjebo · Walscheid · Wiśniowski
Bakelants · Bystrøm · Claeys · De Gendt · Delacroix · Devriendt · Girmay · Goossens · Hermans · Hirt · Huys · Johansen · Kristoff · Meintjes · Page · Pasqualon · Peák · Petilli · Petit · Planckaert ·  Pozzovivo(vanaf 14/2) · Rota · Taaramäe · Thijssen · van der Hoorn · van Kessel · Van Melsen · van Poppel · Vliegen · Zimmermann · De Pooter (stagiair) · Mihkels (stagiair)
Berwick · Boivin · Clarke · Einhorn · Frigo · Froome · Fuglsang · Gee · Goldstein · Hermans · Hollenstein · Hollyman · Houle · Impey · Jones · Neilands · Nizzolo · Pozzovivo (vanaf 6/3) · Reynders · Riccitello · Sagiv · Schultz · Strong · Teuns · Van Asbroeck · Vanmarcke (tot 7/7) · Williams · Woods · Würtz Schmidt · Zabel · Gilmore (stagiair) · Sheehan (stagiair)
Biagini · Colnaghi · Conforti · Covili · Fiorelli · Gabburo · Lucca · Magli · Marcellusi · Martinelli · Paletti · Pellizzari · Pinarello · Pinazzi · Pozzovivo (vanaf 25/2) · Rojas · Scalco · Tarozzi · Tolio · Tonelli · Turconi · Zanoncello · Zoccarato